# 1715 w muzyce
Wydarzenia muzyczne w 1715 roku.

## Wydarzenia
- W Paryżu wystawiono pierwszy wodewil.
- Francesco Geminiani występuje przed królem Wielkiej Brytanii Jerzym I, z akompaniamentem  Händla.

## Dzieła
- Johann Sebastian Bach – Englische Suiten
- Johann Sebastian Bach – kantata 31 Der Himmel lacht die Erde jubiliert
- François Couperin Le Grand – Concerts royaux
- Alessandro Scarlatti – Stabat Mater

## Dzieła operowe
- Johann Augustin Kobelius – Der unschuldig verdammte Heinrich, Fürst von Wallis
- Giuseppe Maria Orlandini – Bacocco e Serpilla
- Georg Friedrich Händel – Amadigi di Gaula
- Alessandro Scarlatti – Il Tigrane
- Domenico Scarlatti – La Dirindina
- Antonio Vivaldi – Nerone Fatto Cesare

## Urodzili się
- 29 stycznia – Georg Christoph Wagenseil, austriacki kompozytor, teoretyk i pedagog muzyki, organista i klawesynista (zm. 1777)
- 23 kwietnia – Johann Friedrich Doles, niemiecki kompozytor, kantor i organista (zm. 1797)
- 11 maja – Johann Gottfried Bernhard Bach, niemiecki organista, syn Johanna Sebastiana Bacha i Marii Barbary Bach (zm. 1739)
- 16 listopada – Girolamo Abos, włoski kompozytor pochodzenia maltańskiego (zm. 1760)
- 12 grudnia – Gennaro Manna, włoski kompozytor (zm. 1779)

## Zmarli
- 30 lipca – Nahum Tate, angielski poeta pochodzenia irlandzkiego, autor hymnów (ur. 1652)